# Опричник (залив)
Опричник — залив на западе Японского моря, омывает Дальнегорский городской округ Приморского края, Россия. Западный входной мыс залива — Рифовый, восточный входной мыс — Сигнальный. Залив открыт к юго-востоку, вдаётся в материк на 1,3 километра. Ширина у входа около трёх километров. Глубины до 18 метров. Площадь поверхности — 3,4 км².

## История
Залив обнаружен в 1855 году экипажами кораблей англо-французской эскадры, разыскивающими эскадру адмирала В. С. Завойко, и назван ими заливом Шветер-бей.
Современное название залив получил в 1874 году, когда был описан военными топографами, в память русского клипера «Опричник», команда которого провела первые гидрографические работы в заливе в 1860 году (клипер пропал без вести в Индийском океане во время возвращения с Дальнего Востока в Кронштадт).
Залив тщательно исследован шкипером Ф. К. Геком в 1894 году. Тщательный промер глубин проведён экипажем миноносца Сибирской флотилии «Беспощадный» в 1906 году.

## Гидрография

Пляж в заливе Опричник, видны мыс Рифовый и Каменские Два Брата

Залив Опричник окаймляют скалистые мысы. Западный и восточный берега залива возвышенные и скалистые, а северный — низкий, при этом западный и восточный берега окаймлены надводными и подводными камнями. В районе мыса Рифовый надводные камни в виде гряды низких скал отходят от берега на расстояние до 1 кабельтова, самые примечательные среди них — кекуры Каменские Два Брата. Грунт на дне залива в средней части — песок и ил с песком, а вблизи берегов — камень и гравий. Общая протяжённость пляжа составляет 3,3 километра. Пляж залива на большем протяжении галечниковый, местами валунный, в западной части — песчаный.
Залив Опричник открыт южным ветрам и волнению с юга и юго-востока, поэтому якорная стоянка в нём возможна лишь при ветрах с берега и в штилевую погоду. Зимой залив не замерзает. В заливе находится аномальный пункт с величиной магнитного склонения 7,1°W. Для настройки магнитных компасов малых судов имеется девиационный полигон. Полигон оборудован двумя створами, знаки которых установлены на западном и северном берегах залива. Входить в полигон при нахождении там другого судна запрещается.
Мыс Сигнальный образован южным склоном горы высотой 203 метра. К морю мыс обрывается голой серой отвесной стеной, а в сторону материка спускается крутым склоном, поросшим лесом и кустарником. В 0,7 кабельтовых к NNW от мыса Сигнальный находится действующий маяк, названный Опричник, оборудованный звукосигнальной установкой.
С севера на северо-запад, вдоль побережья бухты располагается посёлок Каменка. На северо-востоке в залив впадает река Опричнинка, ранее носившая название Мутуха.

## Портовый пункт Каменка

Портопункт и рыбозавод «Каменский», 3 марта 2016 года

В устье Опричнинки расположен портовый пункт Каменка, приписанный к Находкинскому морскому рыбному порту (действуют требования Обязательного постановления по Находкинскому морскому рыбному порту). Портопункт обслуживает рыбозавод «Каменский» и рыбозасольную базу.
Вдоль правого берега реки Опричнинка возведены причалы № 1 длиной 303 метра, с глубинами от 4,2 до 2,1 метра и № 2 длиной 19 метров с глубинами от 3,9 до 3,1 метра. Вдоль левого берега реки находится хозяйственный пирс № 3 длиной 34 метра с глубинами от 3,2 до 2,7 метра и топливный пирс № 4 длиной 15 метров с глубинами от 3 до 2,3 метра. Для связи с заходящими судами используется радиостанция, работающая на частоте 2285 кГц, позывной «Каменский». Мощности портопункта могут быть использованы для текущего ремонта рыболовных судов, пополнения запасов продовольствия, воды и топлива.
Створ светящих знаков (Входной), ведущий из залива в устье реки установлен на левом берегу реки в 1,1 кабельтова к NE от южного входного мыса. Глубины у входа не превышают шести метров. Створ светящих знаков (Речной), ведущий по фарватеру реки установлен на левом берегу реки в 0,7 кабельтовых к ENE от южного входного мыса. Вверх по течению реки на протяжении 900 метров глубины от 6 до 4,5 метра.

## Происшествия
8 июля 2016 года в бухте Опричник сел на мель рыболовный траулер «Сергий Радонежский». В результате происшествия погибших и пострадавших нет, разлива нефтепродуктов не последовало. Позже судно было снято и отбуксировано на ремонт спасательным судном «Светломор-3».